# ミーコ・アルボルノス
ミーコ・アルボルノス（Miiko Albornoz, 1990年11月30日 - ）は、スウェーデン・ストックホルム出身のサッカー選手。ポジションはDF。チリ代表。

## 経歴
スウェーデンにてチリ人の父親とフィンランド人の母親との間に生まれる。4歳の頃にIFブロマポイカルナのユースチームに加入して以来、2011年までIFブロマポイカルナでプレーし続ける。
2011年、マルメFFへ移籍。
2014年、ドイツ・ブンデスリーガのハノーファー96へ移籍。

## 人物
スウェーデンの年代別代表に選ばれており、2013年にスウェーデンのA代表にも招集されたが、その招集を断ってチリ代表としてプレーする事を選択した。アルボルノスはチリ代表を選択した理由について、スウェーデン代表が2014 FIFAワールドカップへの出場権を獲得できなかった事や後述の自身がスウェーデンで起こした不祥事によって批判されていた事を挙げている。

## エピソード
- マルメFF時代にFacebookで知り合った14歳の少女と肉体関係をもった事により児童性的搾取罪で起訴された。スウェーデンでは性行為が法律で認められている最低年齢は15歳で、アルボルノスは少女の年齢を知っていた上で肉体関係をもったという[3][4]。後に有罪判決を受けた[5]。

## 代表歴

### 出場大会
- チリ代表
  - 2014 FIFAワールドカップ

### 試合数
- 国際Aマッチ 14試合 2得点（2014年-2019年）[6]

| チリ代表 | 国際Aマッチ | 国際Aマッチ |
| 年       | 出場        | 得点        |
| -------- | ----------- | ----------- |
| 2014     | 4           | 1           |
| 2015     | 4           | 0           |
| 2016     | 0           | 0           |
| 2017     | 0           | 0           |
| 2018     | 5           | 1           |
| 2019     | 1           | 0           |
| 通算     | 14          | 2           |